# La Folle Escapade (film, 1978)
Pour les articles homonymes, voir La Folle Escapade.
Pour plus de détails, voir Fiche technique et Distribution.
La Folle Escapade (Watership Down) est un long métrage d'animation britannique réalisé par Martin Rosen, sorti en 1978. Il est adapté du roman de Richard Adams, Les Garennes de Watership Down, paru en 1972.

## Synopsis
Pressentant un danger aussi implacable qu'imminent, un groupe de lapins aventureux sort de sa garenne à la recherche d'un territoire plus sûr. En chemin, ils rencontrent des situations extraordinaires qui les conduisent à déployer des talents exceptionnels. Au bout d'aventures au sein d'une garenne totalitaire, dans une ferme dangereuse, puis au terme d'une bataille, ils parviennent à établir leur garenne pacifique sur les hauteurs de Watership.

## Fiche technique
- Titre original : Watership Down
- Titre français : La Folle Escapade
- Réalisation : Martin Rosen
- Scénario : Martin Rosen d'après le roman éponyme de Richard Adams
- Montage : Terry Rawlings
- Musique : Angela Morley ; Malcolm Williamson (prologue et générique de début)
- Production : Martin Rosen
- Pays d'origine : Royaume-Uni
- Langue : anglais
- Format : couleurs - 35 mm - 1,66:1 - Dolby
- Genre : animation
- Durée : 101 minutes
- Date de sortie : 
  - États-Unis : 19 octobre 1978
  - France : 20 décembre 1978

## Distribution

### Voix originales
- John Hurt : Hazel (Noisette)
- Richard Briers : Fiver (Cinquain)
- Michael Graham Cox : Bigwig (Manitou)
- John Bennett : le captain Holly (capitaine Houx)
- Ralph Richardson : le chef (Padi- shâ)
- Simon Cadell : Blackberry (Mûron)
- Terence Rigby : Silver (Argent)
- Mary Maddox : Clover
- Roy Kinnear : Pipkin (Pichet)
- Richard O'Callaghan : Dandelion (Pissenlit)
- Denholm Elliott : Cowslip (Coucou)
- Lynn Farleigh : le chat
- Hannah Gordon : Hyzenthlay
- Zero Mostel : Kehaar (Ke-aa)
- Harry Andrews : le géneral Woundwort (général Stachys)
- Nigel Hawthorne : le captaine Campion
- Clifton Jones : Blackavar (Naravar)
- Michael Hordern : Frith (Krik)
- Joss Ackland : Black Rabbit (le lapin noir d'Inlé)
- Michelle Price : Lucy

Note : Les traductions des noms des personnages sont tirées de la version française du roman Les Garennes de Watership Down.

### Voix françaises

#### Premier doublage (1978)
- Jean Roche : Noisette (Cajou)
- Gilles Laurent : Cinquain (Merlin)
- Pierre Hatet : Manitou (Brocoli)
- Claude Joseph : le capitaine Houx (Ortie)
- Henri Labussière : Padi- shâ (le chef lapin)
- Joseph Falcucci : Mûron (Patte molle)
- Alain Dorval : Argent (Sainfouin)
- Roger Crouzet : Pichet (Papillon)
- Georges Poujouly : Pissenlit (Cerfeuil)
- Jean-Pierre Leroux : Coucou (Narcisse)
- Roger Carel : le chat (Minouchet) et Ke-aa (Kehaar)
- Sylviane Margollé : Clover (Angélique)
- Georges Aminel : Général Stachys (Général Lacastagne)
- Marc de Georgi : le capitaine Campion (Martin)
- Anne Kerylen : Hyzenthlay (Bergamone)
- Philippe Dumat : Naravar (Sarrazin)
- Bernard Le Coq : Chervil (Plantain)
- Gabriel Cattand : Krik (Zorn)
- Jean-Claude Michel : le lapin noir d'Inné
- Arlette Thomas : Lucy

#### Deuxième doublage (2002)
- Bernard Métraux : Noisette
- Michel Vigné : Manitou (Bigwig)
- Jean-Claude Donda : Cinquain (Rêveur)
- Paul Borne : Ke-aa (Kehaar)
- Christian Pelissier : Général Stachys (Général Le Borgne)
- Évelyne Grandjean : Hyzenthlay
- Jean-Claude Balard : le narrateur
- Marc Pérez : Mûron (Myrtille)
- Patricia Legrand : Clover (Trèfle)
- Michel Prud'homme : Holly

## Autour du film
- Ce fut l'un des premiers films d'animation sortis en Dolby Stéréo avec Les Aventures de Bernard et Bianca (1977).

## Distinctions

### Récompenses
- Saturn Award du meilleur film d'animation 1979